# Laranjeiras (Rio de Janeiro)
Pour les articles homonymes, voir Laranjeiras.

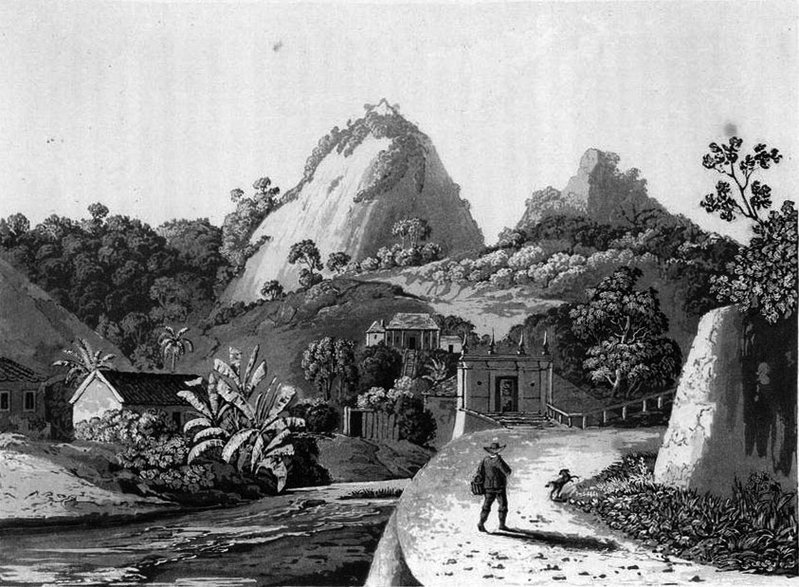
Laranjeiras en 1821. Dessiné par l'écrivain Maria Graham dans son livre Journal of a Voyage to Brazil, and Residence There, During Part of the Years 1821, 1822, 1823.

Laranjeiras est un quartier résidentiel de la zone sud de Rio de Janeiro et l'un des plus anciens de la ville, construit à partir du XVIIe siècle, au pied du Corcovado. Il fut appelé antérieurement « Vallée du Carioca ».
Y sont situés :
- le palais Guanabara (Palácio Guanabara), siège du gouvernement de l’État de Rio de Janeiro,
- le palais de l'Orangerie (Palácio Laranjeiras), résidence du Gouverneur de l'Etat,
- le parc Guinle,
- le siège du fameux Fluminense Football Club.
- le palacete Modesto Leal.

Laranjeiras est relié directement au quartier de Cosme Velho.

## Habitants célèbres du quartier
- Oswaldo Aranha, homme politique et diplomate ;
- Machado de Assis, écrivain ;
- Heráclito Fontoura Sobral Pinto, avocat et défenseur des droits de l'homme ;
- José Gomes Pinheiro Machado, sénateur et dirigeant républicain des premières années de la République ;
- Paulo Gracindo, auteur ;
- Mel Lisboa, actrice ;
- Oscar Niemeyer, architecte ;
- Candido Portinari, peintre ;
- Marques Rebelo, romancier ;
- Cyro Silva, historien ;
- Leandro Tocantins, historien.